# Miyu Yamada
Miyu Yamada (13 de diciembre de 1993) es una deportista japonesa que compite en taekwondo. Ganó una medalla de bronce en los Juegos Asiáticos de 2018 en la categoría de –49 kg.

## Palmarés internacional
| Juegos Asiáticos | Juegos Asiáticos    | Juegos Asiáticos  | Juegos Asiáticos |
| Año              | Lugar               | Medalla           | Categoría        |
| ---------------- | ------------------- | ----------------- | ---------------- |
| 2018             | Yakarta (Indonesia) | Medalla de bronce | –49 kg           |